# 伊内丝·贝尔古亚
伊内丝·贝尔古亚·纳瓦莱斯（西班牙語：Inés Bergua Navales，2004年5月29日—），西班牙艺术体操运动员，2022年世界艺术体操锦标赛团体、集体全能和5人圈操铜牌得主、2023年世界艺术体操锦标赛5人圈操银牌得主和集体全能铜牌得主。